# Neoleucinodes elegantalis
Neoleucinodes elegantalis is een vlinder uit de familie van de grasmotten (Crambidae), uit de onderfamilie van de Spilomelinae. De wetenschappelijke naam van deze soort is voor het eerst voorgesteld als Leucinodes elegantalis door Achille Guenée in een publicatie uit 1854.

## Kenmerken
De vlinder heeft een spanwijdte van 15 tot 33 millimeter, de vrouwtjes worden groter dan de mannetjes. De vleugels zijn wit met vlekjes van diverse bruintinten.

## Verspreiding
De soort komt voor in het Neotropisch gebied waaronder Cuba, Jamaica, Mexico, Honduras, Costa Rica, Colombia, Venezuela, Suriname, Frans-Guyana, Brazilië, Ecuador, Peru, Bolivia, Paraguay, Argentinië en Uruguay. Via geïmporteerde groenten uit het Neotropisch gebied bereikt deze soort soms de Europese Unie. In de periode van 1 september 2019 tot 19 maart 2020 is deze soort 13 keer in Nederland op aubergines uit Suriname aangetroffen.

## Leefwijze
Het is een plaaginsect voor onder andere de teelt van tomaat (Solanum lycopersicum), Capsicum annuum en aubergine (Solanum melongena). De vruchten worden aangetast door de rupsjes, die een klein gaatje boren en gaan eten van het vruchtvlees en de zaden. De rupsjes worden 15 tot 20 millimeter lang. De rupsen verlaten de vrucht alvorens te verpoppen.. 
Naast de genoemde waardplanten leeft de rups ook op:
- Solanum acerifolium[7]
- Solanum aethiopicum[7]
- Solanum arboreum[7]
- Solanum atropurpureum[7]
- Solanum betaceum[7]
- Solanum crinitum[7]
- Solanum hirtum[7]
- Solanum lycocarpum[7]
- Solanum pseudolulo[7]
- Solanum quitoense[7]
- Solanum sessiliflorum[7]
- Solanum sisymbriifolium[7]
- Solanum torvum[7]
- Solanum umbellatum[7]